# 手島佑郎
手島 佑郎（てしま ゆうろう、1942年1月11日 - ）は、Jacob Yuroh Teshima　ユダヤ思想研究家。

## 来歴
朝鮮釜山生まれ、熊本市出身。父・手島郁郎はキリスト教運動「原始福音神の幕屋」を始めた。1963年熊本大学法文学部哲学科の途中で、イスラエルのヘブライ大学に留学、哲学と旧約聖書学を専攻、1967年同大学卒業(B.A.)。1970年ニューヨークのThe Jewish Theological Seminary of Americaアメリカ・ユダヤ神学校大学院入学。(1972 年 M.A, 1977年「ハシディズムと禅仏教の比較」でヘブライ学博士号(D.H.L).。
74～76年、ロサンゼルスのThe University of Judaism講師。77年帰国後、東京のケンブリッジ・リサーチ研究所入社、人材開発・営業研修、SPINプログラムの日本語版開発、営業研修指導担当をへて、85年４月ギルボア研究所を設立。各社社員教育を担当。
1986年から毎月、第１金曜日に東京で旧約聖書を材料にユダヤ人の考え方を知る「トーラ研究会」を開講。現在に至る。1996年9月大阪で経済人のための「道塾」を開講、翌年１月，東京道塾を開講（東京：第１水曜日、大阪：第２月曜日）。その後、2001年１月から「霞ヶ関新約聖書研究会」を開講（毎月第３火曜日）。別枠で、大森のRabbi Edery邸のユダヤ教の心にふれる「ハバッド勉強会」（毎月第３木曜日）に出講。
毎月２回、会員制機関紙「経営者のためのニュースレター」を配信。毎月『トーラーの門』を発行。
海外のユダヤ教ラビやユダヤ人学者、ビジネスマンと、深い交流をもつ。
筆名＝ヤンケル・フィッシャー。

## 著書
- 『ユダヤ人はなぜ優秀か その特性とユダヤ教』サイマル出版会 1979
- Zen Buddhism and Hasidism, University Press of America, 1995
- 『成功へのユダヤ発想の秘密』ヤンケル・フィッシャー 実業之日本社 実日新書 1983
- 『ユダヤ教入門 安息日を通して知るその内面生活』エルサレム宗教文化研究所 エルサレム文庫 1986
- 『世界を征する「トーラー」の奇跡 ユダヤ5000年の秘伝書 逆境に勝つ権謀術数』ベストセラーズ ワニの本　1987
- 『創世記 ユダヤ発想の原点』ぎょうせい 1990
- 『イスラエルとアラブ、和平は可能か 中東の鍵・ユダヤ人の視点とは』ベストセラーズ ワニ文庫 1991
- 『心を鍛える「聖書」  いま自分と社会をみつめ直す』日本マンパワー出版 1992
- 『出エジプト記 混迷を超えるプロジェクト』ぎょうせい 1992
- 『顧客対応のセールストーク』ぱる出版 1993
- 『心と頭の栄養 ユダヤのことわざ97』 ライブ 1993
- 『ユダヤ人のビジネス哲学 なにが彼らを成功へ導くのか』ダイヤモンド社 1994
- 『ユダヤタルムードビジネス ハラハーにみる経済思想の原点』全日法規 1998
- 『困難は乗り越えるためにある』フォレスト出版 1999
- 『走りながら考える 日本経済再生の道 ユダヤ法からの提言』全日法規 1999
- 『ユダヤ思想にふれた私 生きる・いたみ』フォレスト出版 2000（著者自身の半自叙伝）
- 『貧乏でも金持ちの列に並べ ユダヤビジネス哲学』全日出版 2003
- 『ユダヤのビジネス黄金律 4000年のDNA』全日出版 2004
- 『図解ユダヤ最強の成功ノート』イースト・プレス 2005
- 『ユダヤ人のビジネス教本 旧約聖書の智慧を読み解く』太陽出版 2005
- 『ユダヤ人の頭脳活性法 五感を磨いて「インテリジェンス」を身につける』PHP研究所 2008
- 『ユダヤ教の霊性 ハシディズムのこころ』教文館 2010
- 『10人の男が並ぶ女性の秘密』ぜんにち出版 2011
- 『決断の日に読むユダヤの言葉』フォレスト出版 2012

### 共著
- 『絶対売るセールス 反論処理のバイブル』岩本純征共著 実業之日本社 実日新書 1982
- 『ユダヤの思考日本の思考』ひろさちや共著 鈴木出版 まんだらブックス 1993
- 『Economics24物語』正慶孝共著 グローバルビジネス編 フォレスト出版 1997
- 『福島第一原発事故衝撃の事実 元IAEA緊急時対応レビューアーが語る 放射能はウソをつかない!?』高橋啓三共著 ぜんにち出版 2011